# Tianjin
Tianjin (en chino, 天津; pinyin, Tiānjīnⓘ) es uno de los cuatro municipios bajo dirección central del estado (los otros tres son Pekín, Shanghái y Chongqing) de la República Popular China. Está situada en la región Norte del país, al lado del mar de Bohai. Al oeste limita con la capital Pekín, mientras que por el norte y por el sur limita con la provincia de Hebei. Es la quinta ciudad más poblada de China con unos 15 618 300 habitantes, y ocupa una área de 12 000 km².
Tianjin es una de las cinco ciudades centrales nacionales, de gran relevancia histórica. Su ciudad amurallada fue construida en 1404. Como puerto de tratado desde 1860, Tianjin ha sido un importante puerto marítimo y puerta de entrada a Pekín. Durante el levantamiento de los bóxers la ciudad fue la sede del Gobierno Provisional de Tianjin. Bajo el Imperio Qing y la República de China, se convirtió en una de las ciudades más grandes de la región. En esa época, numerosos edificios y mansiones de estilo europeo fueron construidos en concesiones, muchas de las cuales están bien conservadas hoy en día. Después de la fundación de la República Popular China, Tianjin sufrió una depresión debido a la política del gobierno central y el terremoto de Tangshan, pero se recuperó a partir de 1990.
En la actualidad, Tianjin es una ciudad de dos núcleos, con su área urbana principal (incluyendo la ciudad vieja) situada a lo largo del río Hai, que conecta con los ríos Amarillo y Yangtsé vía el Gran Canal y Binhai, un nuevo núcleo urbano situado al este de la Ciudad Vieja de Tianjin (ubicada en la calle Guluo, 天津老城, en pinyin: Tiānjīn Lǎochéng) en la costa del mar de Bohai. A finales de 2010, alrededor de 285 empresas Fortune 500 han establecido su base en Binhai, que es un nuevo polo de crecimiento en China y es un centro de la industria avanzada y la actividad financiera.

## Historia
El terreno donde se encuentra actualmente Tianjin fue formado en tiempos prehistóricos por la sedimentación de varios ríos que desembocan en el golfo de Bohai, incluido el río Amarillo.
La apertura del Gran Canal de China durante la dinastía Sui impulsó el desarrollo de Tianjin en un centro comercial. Hasta 1404, Tianjin se llamó «Zhigu» (直沽) que significa puerto recto. En ese año, el emperador Yongle renombró la ciudad como Tianjin, que significa ‘la balsa celestial’, para indicarle al emperador (hijo del cielo) vadear el río en ese punto. Más tarde, una fortaleza fue establecida en Tianjin, conocida como «Tianjin Wei» (天津卫), el ‘Fuerte de Tianjin’.
Ya en el siglo X, se habla de Tianjin como un punto importante para almacenar mercancías procedentes de otras costas. En el año 1604 se construyó una muralla alrededor de la ciudad que le permitió seguir prosperando.
Tianjin fue promovida a una prefectura en 1725. El condado de Tianjin fue establecido en virtud de la prefectura en 1731.
Durante la segunda guerra del Opio en 1858, la ciudad fue tomada por las tropas franco-británicas. En 1901, debido a la intervención en el Levantamiento de los bóxers, la ciudad quedó gobernada por representantes de las naciones ocupantes (Imperio Ruso, Imperio Británico, Imperio del Japón, Imperio Alemán, Francia, Estados Unidos, Imperio austrohúngaro y el Reino de Italia). Aunque la ciudad pasara a estar gobernada a partir de 1902 por autoridades Qing, hasta finalizar la Segunda Guerra Mundial, las naciones ocupantes no renunciaron formalmente a la titularidad de las concesiones de 1901; por ejemplo Italia lo haría en 1947 con la firma del Tratado de París.
En 1945, Tianjin se convirtió en una base de tropas estadounidenses. En diciembre de 1946, la violación por parte de un soldado de una estudiante de Pekín provocó las protestas de los habitantes de la ciudad que desembocaron en la retirada de las tropas en 1947.
Las tropas comunistas entraron en la ciudad el 15 de enero de 1949. Desde entonces, Tianjin ha sido una municipalidad excepto en el periodo comprendido entre 1958 y 1967 en que formó parte integrante de la provincia de Hebei.

## Economía
El PIB nominal de Tianjin consistía de ¥1.437 mil billón (US$231,8 mil millones) en 2013, con un incremento anual del 12,5 %. La renta per cápita fue de ¥31.600 en 2004. El sector de manufactura fue el sector más grande (53,2 %) y de mayor crecimiento (19,8 %) de la economía de Tianjin. El ingreso per cápita urbano fue de ¥11.467, el cual presentó un incremento real de 11,2 % con respecto al año anterior. El ingreso per cápita rural fue de ¥6.525, el cual tuvo un incremento real de 11,3 % con respecto al año anterior.
Un 40 % del territorio de la municipalidad está destinado a cultivos. Los principales productos de la zona son el trigo, arroz y maíz. La pesca es otro punto fuerte de la economía de la zona.
Tianjin tiene también importantes pozos de petróleo así como extensas salinas. Hay minas de manganeso y de boro. Las industrias más importantes de la municipalidad son industrias petroquímicas, textiles, automovilísticas y de manufactura de metal.
Zonas de desarrollo
Para abrirle paso a las inversiones extranjeras la ciudad cuenta con cierta áreas especiales llamadas zonas de desarrollo económico y tecnológico.
- Tianjin Airport International Logistics Zone
- Tianjin Economic & Technological Development Area
- Tianjin Baodi Economic and Technological Development Area
- Tianjin Export Processing Zone
- TEDA Western Zone
- Tianjin Port Free Trade Zone
- Tianjin Tanggu National Marine High-Tech Development Area
- Nangang Industrial Zone

### Telecomunicaciones
La estación de radiodifusión de Tianjin (天津人民广播电台 TPBS) es el grupo radial más grande de la ciudad, actualmente cuenta con 15 emisoras de gran variedad.

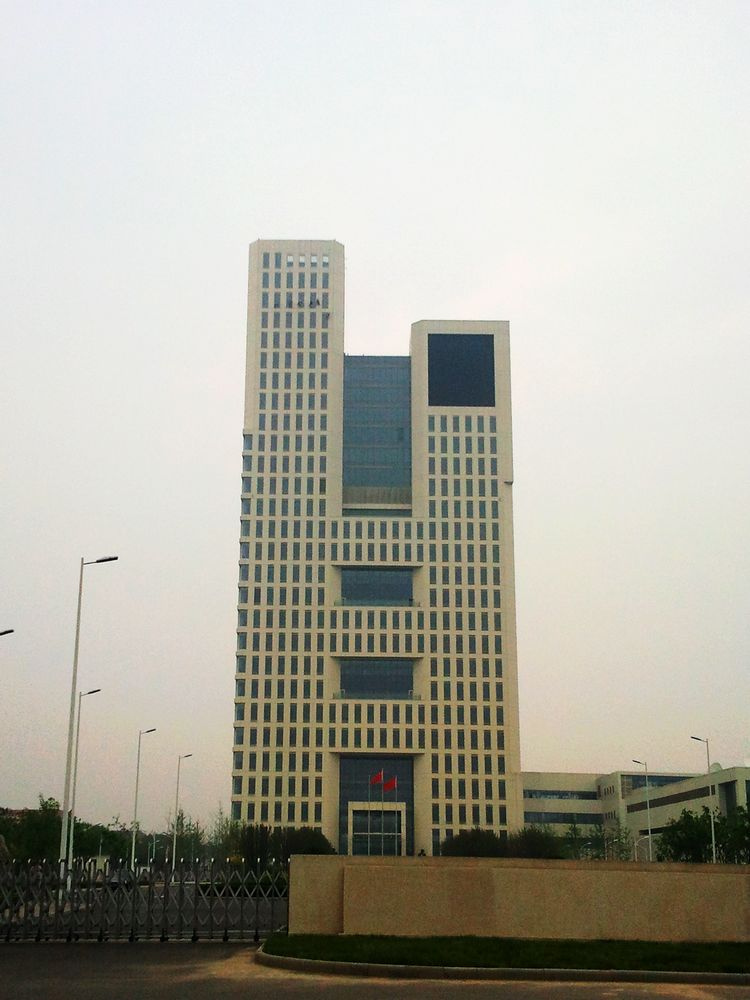
Sede central de la radiodifusión de Tianjin.

Este grupo también tiene una red de canales llamada Tianjin Televisión (天津电视台 TJTV) inaugurada el 20 de marzo de 1960 con el canal Tianjin Binhái (天津滨海), el 1 de enero de 2011 inauguró su canal más reciente llamado Tianjin Compras (天津购物),llegando así a 11 canales.
- Tianjin Satellite Channel (天津卫视)
- Tianjin Coastal Channel (天津滨海)
- Tianjin Art Channel (天津文艺)
- Tianjin Science and Education Channel (天津科教)
- Tianjin Drama Channel (天津影视)
- Tianjin Sports Channel (天津体育)
- Tianjin City Channel (天津都市)
- Tianjin Children's Channel (天津少儿)
- Tianjin Public Channel (天津公共)

Los periódicos de mayor distribución y renombre son el Tianjin Daily y el Jin Wan Bao, propiedad del grupo Tianjin Daily Newspaper y del grupo Jinwan Mass Media, respectivamente. Hay tres ediciones que circulan en inglés Jin, Tianjin Plus y Business Tianjin.

## Transporte
- Metro de Tianjin.
- Línea de Alta Velocidad Pekín-Tianjin.
- Estación de ferrocarril de Tianjin
- Aeropuerto Internacional de Tianjin Binhai.

## Demografía
A finales de 2009, la población de la municipalidad de Tianjin fue 12,28 millones, de los cuales 9,8 millones eran titulares residenciales de hukou (hukou, residencia permanente, 户籍制度). Entre los residentes permanentes en Tianjin, 5,99 millones eran de zonas urbanas, y 3,81 millones eran de zona rural. La población crecerá a 14 millones (de los cuales 11,5 millones serán de la población urbana).
La mayoría de los residentes de Tianjin son chinos han. Hay también 51 de los 55 grupos chinos étnicos que viven en Tianjin. Las principales minorías son hui, coreanos, manchúes y mongoles.
| Grupos étnicos en Tianjin (2000) | Grupos étnicos en Tianjin (2000) | Grupos étnicos en Tianjin (2000) |
| Etnia                            | Población                        | Porcentaje                       |
| -------------------------------- | -------------------------------- | -------------------------------- |
| Han                              | 9 581 775                        | 97,29 %                          |
| Hui                              | 172 357                          | 1,75 %                           |
| Manchú                           | 56 548                           | 0,57 %                           |
| Mongoles                         | 11 331                           | 0,12 %                           |
| Coreana                          | 11 041                           | 0,11 %                           |
| Zhuang                           | 4 055                            | 0,041 %                          |
| Tujia                            | 3 677                            | 0,037 %                          |

## Geografía
Está situada al norte del Gran Canal de China. Limita con la provincia de Hebei, la municipalidad de Pekín y con el mar de Bohai. El punto más alto se sitúa en el pico Jiushanding de 1078 metros de altura.
El clima de Tianjin es húmedo en verano, debido a los monzones, y frío y seco en invierno. Gran parte de las precipitaciones se producen en los meses de julio y agosto. La mayoría de la población es de la etnia han, que conviven con miembros de otras etnias como los hui o los mongoles.
En sus costas está el principal puerto del norte de China por lo que siempre ha sido considerado un punto estratégico, incluso por las potencias extranjeras que lo utilizaban como entrada a Pekín durante los siglos XIX y principios del XX.

### Clima
Tianjin cuenta con un clima perfectamente diferenciado por las cuatro estaciones, influenciado por el monzón, típico de Asia Oriental, con inviernos fríos, ventosos y muy secos que reflejan la influencia del gran anticiclón de Siberia; mientras que los veranos son calurosos y húmedos debido al monzón. La primavera en la ciudad es seca y ventosa, de vez en cuando se ven las tormentas de arena que soplan desde el desierto de Gobi, capaces de durar varios días. La temperatura media mensual de 24 horas oscila entre -3,4 °C en enero y 26,8 °C en julio, con una media anual de 12,90 °C. Con un porcentaje mensual de sol posible que oscila entre el 48 % en julio y el 61 % en octubre, la ciudad recibe 2522 horas de sol anualmente. Teniendo una baja precipitación total anual de 511 milímetros (20.1 pulgadas), y casi tres quintas partes en julio y agosto solo, la ciudad se encuentra dentro de la zona semiárida, con partes del municipio con un clima continental húmedo (Köppen Dwa/BSk, respectivamente).
Las temperaturas extremas son -23 °C y 40 °C.
| Parámetros climáticos promedio de Tianjin (1971–2000) | Parámetros climáticos promedio de Tianjin (1971–2000) | Parámetros climáticos promedio de Tianjin (1971–2000) | Parámetros climáticos promedio de Tianjin (1971–2000) | Parámetros climáticos promedio de Tianjin (1971–2000) | Parámetros climáticos promedio de Tianjin (1971–2000) | Parámetros climáticos promedio de Tianjin (1971–2000) | Parámetros climáticos promedio de Tianjin (1971–2000) | Parámetros climáticos promedio de Tianjin (1971–2000) | Parámetros climáticos promedio de Tianjin (1971–2000) | Parámetros climáticos promedio de Tianjin (1971–2000) | Parámetros climáticos promedio de Tianjin (1971–2000) | Parámetros climáticos promedio de Tianjin (1971–2000) | Parámetros climáticos promedio de Tianjin (1971–2000) |
| Mes                                                   | Ene.                                                  | Feb.                                                  | Mar.                                                  | Abr.                                                  | May.                                                  | Jun.                                                  | Jul.                                                  | Ago.                                                  | Sep.                                                  | Oct.                                                  | Nov.                                                  | Dic.                                                  | Anual                                                 |
| ----------------------------------------------------- | ----------------------------------------------------- | ----------------------------------------------------- | ----------------------------------------------------- | ----------------------------------------------------- | ----------------------------------------------------- | ----------------------------------------------------- | ----------------------------------------------------- | ----------------------------------------------------- | ----------------------------------------------------- | ----------------------------------------------------- | ----------------------------------------------------- | ----------------------------------------------------- | ----------------------------------------------------- |
| Temp. máx. media (°C)                                 | 1.8                                                   | 5.0                                                   | 11.7                                                  | 20.5                                                  | 26.1                                                  | 30.1                                                  | 31.0                                                  | 30.2                                                  | 26.3                                                  | 19.7                                                  | 10.6                                                  | 3.9                                                   | 18.1                                                  |
| Temp. mín. media (°C)                                 | −7.5                                                  | −4.9                                                  | 1.3                                                   | 8.9                                                   | 14.6                                                  | 19.7                                                  | 22.7                                                  | 21.9                                                  | 16.4                                                  | 9.3                                                   | 1.3                                                   | −4.9                                                  | 8.2                                                   |
| Precipitación total (mm)                              | 3.3                                                   | 4.0                                                   | 7.7                                                   | 20.9                                                  | 37.7                                                  | 71.1                                                  | 170.6                                                 | 145.7                                                 | 46.1                                                  | 22.7                                                  | 10.4                                                  | 4.1                                                   | 544.3                                                 |
| Días de precipitaciones (≥ 0.1 mm)                    | 1.8                                                   | 2.1                                                   | 2.9                                                   | 4.4                                                   | 6.0                                                   | 8.0                                                   | 12.4                                                  | 10.2                                                  | 6.0                                                   | 4.5                                                   | 3.5                                                   | 2.0                                                   | 63.8                                                  |
| Horas de sol                                          | 178.3                                                 | 176.9                                                 | 205.3                                                 | 229.8                                                 | 265.7                                                 | 251.2                                                 | 217.6                                                 | 223.3                                                 | 223.3                                                 | 211.1                                                 | 173.1                                                 | 166.2                                                 | 2521.8                                                |
| Humedad relativa (%)                                  | 56                                                    | 54                                                    | 53                                                    | 51                                                    | 56                                                    | 64                                                    | 76                                                    | 77                                                    | 68                                                    | 64                                                    | 63                                                    | 59                                                    | 61.8                                                  |
| Fuente: Administración Meteorológica de China         |                                                       |                                                       |                                                       |                                                       |                                                       |                                                       |                                                       |                                                       |                                                       |                                                       |                                                       |                                                       |                                                       |

## Distritos

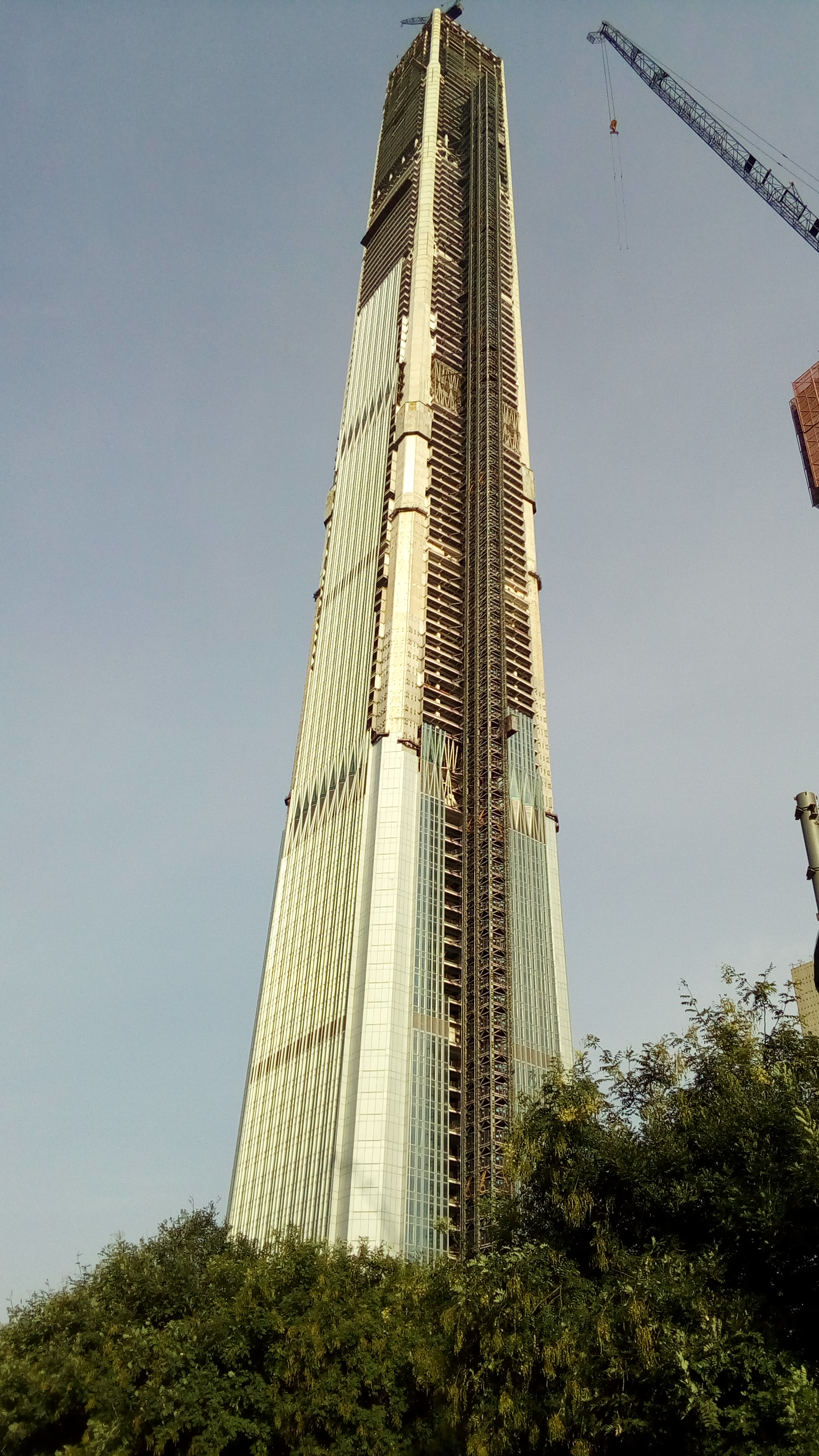
El Goldin Finance 117 se encuentra en el Distrito Xiqing. Coronado 2008, es el tercer edificio más alto de China y el quinto más alto del mundo

El municipio de Tianjin se divide en 16 distritos.
6 Distritos centrales:
- Heping (和平区）
- Hebei （河北区）
- Hedong （河东区）
- Hexi （河西区）
- Nankai（南开区）
- Hongqiao（红桥区）

4 Distritos alrededores del centro:
- Jinnan （津南区）
- Dongli （东丽区）
- Xiqing （西青区）
- Beichen （北辰区）

5 Distritos periféricos:
- Baodi （宝坻区）
- Wuqing （武清区）
- Jizhou （蓟州区）
- Jinghai （静海区）
- Ninghe （宁河区）

1 Distrito de nivel nacional (declarado por estado):
- Nueva Área de Binhái (滨海新区）

## Lugares de interés

#### Calle de la Antigua Cultura de Tianjin
Una de las mayores atracciones de la ciudad es la Calle de la Antigua Cultura de Tianjin (天津古文化街, en pinyin: Tiānjīn Gǔwénhuàjiē), inaugurada en 1986. 

#### Templo Budista Dabei
Compuesto por un monasterio antiguo y uno nuevo, el Templo de Dabei es conocido por ser el único dentro de Tianjin que ofrece alimentos completamente vegetarianos.

### Calle Italiana de Tianjin
Por haber sido una concesión italiana, Tianjin ofrece un espacio italiano con restaurantes, tiendas y otras actividades de ocio.

## Ciudades hermanas
Tianjin está hermanada con:
| Ciudad                        | País                 | Desde:      |
| ----------------------------- | -------------------- | ----------- |
| Kobe                          | Japón                | 1973        |
| Fitchburg (Massachusetts)     | Estados Unidos       | 1980        |
| Mobile                        | Estados Unidos       | Desconocido |
| Greenville (Carolina del Sur) | Estados Unidos       | Desconocido |
| Rishon LeZion                 | Israel               | Desconocido |
| Melbourne                     | Australia            | 1980        |
| Yokkaichi, Mie                | Japón                | 1980        |
| Sarajevo                      | Bosnia y Herzegovina | 1981        |
| Nord-Pas-de-Calais            | Francia              | 1984        |
| Lombardía (Milán)             | Italia               | 1985        |
| Groninga                      | Países Bajos         | 1985        |
| Chiba                         | Japón                | 1986        |
| Kutaisi                       | Georgia              | 1987        |
| Provincia de Plovdiv          | Bulgaria             | 1989        |
| İzmir                         | Turquía              | 1991        |
| Abiyán                        | Costa de Marfil      | 1992        |
| Ulan Bator                    | Mongolia             | 1992        |
| Járkov                        | Ucrania              | 1993        |
| Jönköping                     | Suecia               | 1993        |
| Incheon                       | Corea del Sur        | 1993        |
| Sarre                         | Alemania             | 1994        |
| Łódź                          | Polonia              | 1994        |
| Río de Janeiro (estado)       | Brasil               | 1995        |
| Dallas                        | Estados Unidos       | 1995        |
| Condado de Orange             | Estados Unidos       | 1997        |
| Amazonas                      | Brasil               | 1997        |
| Haiphong                      | Vietnam              | 1999        |
| Turku                         | Finlandia            | 2000        |
| Clarence (Nueva York)         | Estados Unidos       | 2001        |
| Mar del Plata                 | Argentina            | 2001        |
| Salónica                      | Grecia               | 2002        |
| Nampo                         | Corea del Norte      | 2002        |
| Hawái                         | Estados Unidos       | 2002        |
| Java Oriental                 | Indonesia            | 2003        |
| Chicago                       | Estados Unidos       | 2008        |
| Phnom Penh                    | Camboya              | 2008        |
| Pionyang                      | Corea del Norte      | 2009        |
| Busán                         | Corea del Sur        | 2009        |
| Seúl                          | Corea del Sur        | 2009        |
| Wellington                    | Nueva Zelanda        | 2011        |
| Cali                          | Colombia             | 2022        |